# Шовский сельсовет
Шовский сельсове́т — сельское поселение в Лебедянском районе Липецкой области. 
Административный центр — село Шовское.

## История
В соответствии с законами Липецкой области №114-оз от 02.07.2004 и №126-оз от 23.09.2004 Шовский сельсовет наделён статусом сельского поселения, установлены границы муниципального образования.

## Население
| 2010 | 2012 | 2013 | 2014 | 2015 | 2016 | 2017 |
| ---- | ---- | ---- | ---- | ---- | ---- | ---- |
| 697  | ↘680 | ↘661 | ↘635 | ↘631 | ↘623 | ↘597 |
| 2018 | 2021 |      |      |      |      |      |
| ↘564 | ↗717 |      |      |      |      |      |

## Состав сельского поселения
| № | Населённый пункт | Тип населённого пункта       | Население |
| - | ---------------- | ---------------------------- | --------- |
| 1 | Инициатор        | посёлок                      | 156       |
| 2 | Искра            | посёлок                      | 11        |
| 3 | Картавцево       | деревня                      | 1         |
| 4 | Кочетовка        | деревня                      | 0         |
| 5 | Культура         | посёлок                      | 257       |
| 6 | Шовское          | село, административный центр | 272       |